# Aredolpona succedanea
Aredolpona succedanea är en skalbaggsart som först beskrevs av Lewis 1879.  Aredolpona succedanea ingår i släktet Aredolpona och familjen långhorningar. Inga underarter finns listade.